# Aukra
Aukra è un comune norvegese della contea di Møre og Romsdal.